# Savignia superstes
Savignia superstes är en spindelart som beskrevs av Thaler 1984. Savignia superstes ingår i släktet Savignia och familjen täckvävarspindlar.
Artens utbredningsområde är Frankrike. Inga underarter finns listade i Catalogue of Life.